# Éditions Alan Sutton
Les Éditions Alan Sutton ou Éditions Sutton sont une maison d'édition créée à Rennes en 1993 sous l’impulsion d’un groupe britannique dirigé par Alan Sutton et sont spécialisées dans les ouvrages d’histoire locale ou régionale, ainsi que des sujets régionalistes.

## Historique

### Éditions Alan Sutton
Créée à Rennes en 1993, la maison d’édition s’est ensuite installée en Indre-et-Loire, à Joué-lès-Tours, à partir de 1996 et jusqu’en 2002, puis à Saint-Avertin depuis décembre 2011.
Les Éditions Alan Sutton, après une période de redressement judiciaire puis de liquidation, ont été rachetées en mai 2015 par deux sociétés partenaires, Octav's et Sobook, donnant naissance aux Nouvelles Éditions Sutton, appelées aussi, en abrégé, Éditions Sutton. Les Éditions L'Harmattan entrent dans l'organisation des éditions Sutton, en termes de diffusion, à partir de 2020.

### Nouvelles Éditions Sutton
Les Nouvelles Éditions Sutton, dont le siège social est à Tours, ont gardé la ligne éditoriale historique, publiant principalement des ouvrages d’histoire locale, régionale ou nationale.
« Mémoire en Images » est la plus ancienne des collections de la maison. Elle a permis la publication de près de 2 000 livres retraçant l’histoire contemporaine locale (XIXe et XXe siècles) des villes et villages de France. Ces ouvrages sont élaborés par des auteurs locaux à partir d’archives photographiques (cartes postales anciennes, photographies familiales, fonds publics ou privés, etc.). L'image y occupe une place prépondérante. Elle se décline aussi en ouvrages thématiques (guerres, grands personnages, transports,…), en études complètes du XXe siècle (chronique d'un siècle) ou des Trente Glorieuses (1945/1975), et enfin en titres publiés sur certaines villes ou régions d'ailleurs, notamment Alger, Tunis, Madagascar, La Nouvelle-Calédonie, etc.

#### Collections
Le nombre total de collections est de 15, avec en tout près de 3 000 titres au catalogue.
- « Évocations »[6] ;
- « Histoire et Archéologie » ;
- « Il y a bientôt 100 ans » ;
- « Mémoire du sport » ;
- « Mémoire en images » ;
- « Parcours et Labeurs » ;
- « Passé simple »[7] ;
- « Mosaïques »[8] ;
- « Regards croisés »[9] ;
- « Témoignages et Récits »[10] ;
- « De A à Z » ;
- « 100 dates pour l'histoire » ;
- « Quiz en régions »[11] ;
- « Nos régions en 100 photos » ;
- « Romans »[12].

Les autres collections des Éditions Sutton sont essentiellement consacrées à des sujets d’histoire contemporaine et sont destinées à tous les publics.

#### Informations clés
- 100 nouveaux titres publiés chaque année, dont 90 % sont consacrés à l’histoire locale[13] ;
- Plus de 2 000 auteurs[14] ;
- Près de 200 000 exemplaires vendus par an.